# چرخ‌دنده چرخ‌زاد

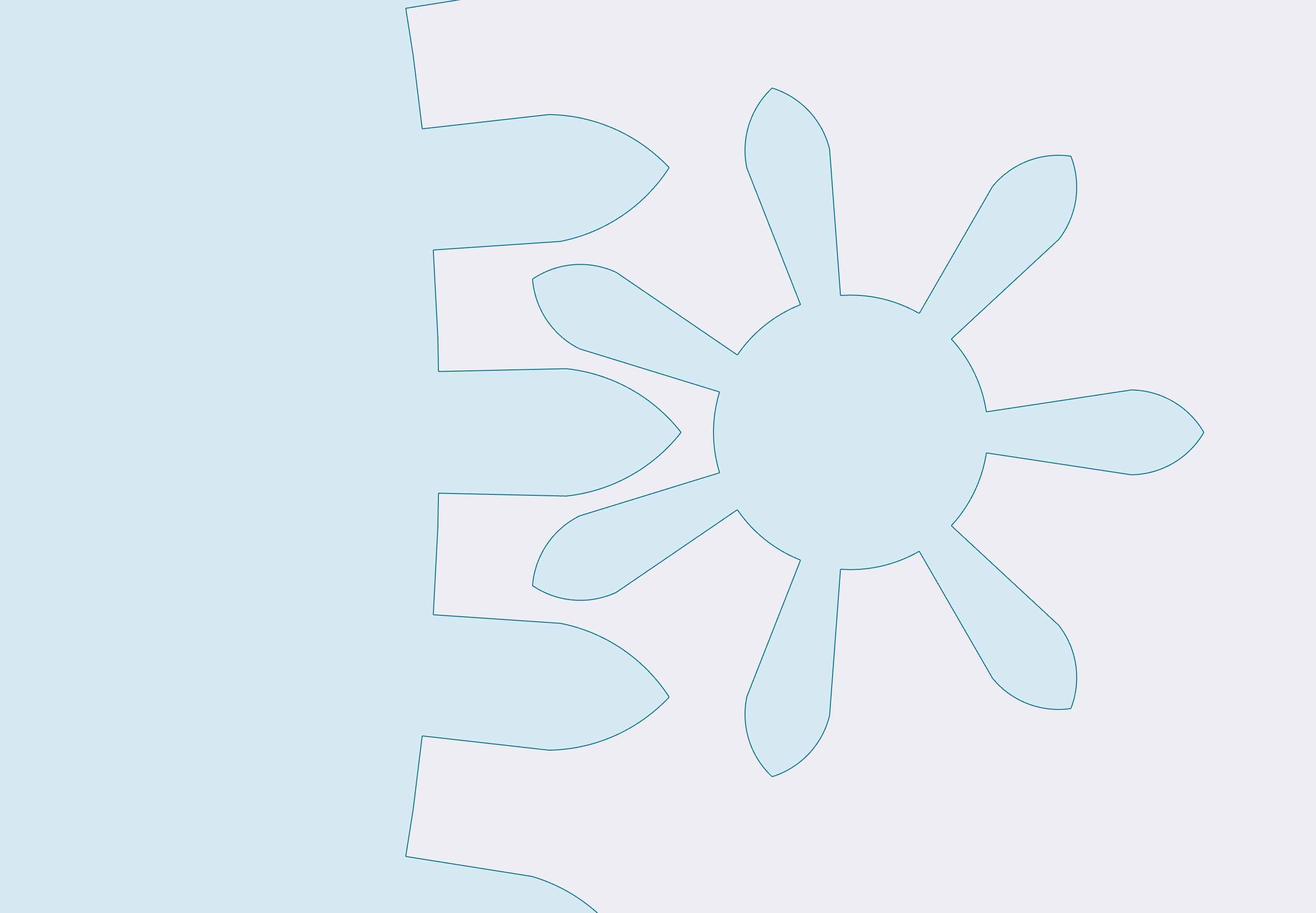
نموداری که پروفیل دندانه و برگه یک چرخ چرخ‌زاد و پینیون را نشان می‌دهد

چرخ‌دنده چرخ‌زاد یا چرخدنده سیکلوئید (انگلیسی: Cycloid gear) یک چرخ‌دنده دندانه‌دار با پروفیل چرخ‌زاد است. چنین چرخ‌دنده‌هایی در ساعت‌های مکانیکی و ساعت مچی به جای شکل چرخ‌دنده گستران که برای اکثر چرخ‌دنده‌های دیگر استفاده می‌شود، استفاده می‌شوند. چرخ‌دنده‌های چرخ‌زاد در چنین کاربردهایی نسبت به چرخ‌دنده‌های گستران مزایایی دارند، از جمله اینکه می‌توانند به صورت تخت تولید شوند (که پرداخت آنها را آسان‌تر کرده و در نتیجه اصطکاک را کاهش می‌دهد) و نقاط تماس کمتری دارند (که هم اصطکاک و هم سایش را کاهش می‌دهد).
پروفیل دندانه‌های این چرخ‌دنده‌ها بر اساس منحنی‌های برون‌چرخ‌زاد و درون‌چرخ‌زاد است که به ترتیب منحنی‌هایی هستند که توسط یک دایره که به دور خارج و داخل دایره دیگری می‌غلتد، ایجاد می‌شوند.

## ویژگی‌ها
هنگامی که دو چرخ‌دنده دندانه‌دار درگیر می‌شوند، یک دایره فرضی به نام «دایره گام» را می‌توان به دور مرکز هر چرخ‌دنده از طریق نقطه‌ای که دندانه‌های آنها تماس پیدا می‌کنند، رسم کرد. منحنی‌های دندانه‌ها در خارج از دایره گام به عنوان «اضافه دندانه» (addenda) و منحنی‌های فضاهای دندانه در داخل دایره گام به عنوان «کسر دندانه» (dedenda) شناخته می‌شوند. یک اضافه دندانه از یک چرخ‌دنده در داخل یک کسر دندانه چرخ‌دنده دیگر قرار می‌گیرد.
در چرخ‌دنده‌های چرخ‌زاد، اضافه دندانه‌های چرخ محدب و برون‌چرخ‌زاد هستند و کسر دندانه‌های پینیون، مقعر و درون‌چرخ‌زاد هستند که توسط همان دایره مولد ایجاد می‌شوند. این امر تضمین می‌کند که حرکت یک چرخ‌دنده با سرعت زاویه‌ای ثابت به دیگری منتقل می‌شود.
اندازه دایره مولد را می‌توان آزادانه انتخاب کرد که اغلب مستقل از تعداد دندانه‌ها است.

ساخت یک چرخانه چرخ‌زاد دو قسمتی. منحنی قرمز یک برون‌چرخ‌زاد و منحنی آبی یک درون‌چرخ‌زاد است.

یک Roots blower یک نمونه افراطی است، شکلی از چرخ‌دنده چرخ‌زاد که در آن نسبت قطر گام به قطر دایره مولد برابر با دو برابر تعداد لوب‌ها است. در یک دمنده دو قسمتی، دایره مولد یک چهارم قطر دایره‌های گام است و دندانه‌ها کمان‌های کامل برون‌چرخ‌زاد و درون‌چرخ‌زاد را تشکیل می‌دهند.

## در ساخت ساعت و ساعت مچی
چرخ‌دنده‌های چرخ‌زاد به سه دلیل در ساخت ساعت و ساعت مچی استفاده می‌شوند:
1. برای کاهش اصطکاک، چرخ‌دنده‌های ساعت و ساعت مچی نیاز دارند که دندانه‌ها و برگه‌های پینیون صیقل داده شوند. چرخ‌دنده‌های چرخ‌زاد را می‌توان طوری طراحی کرد که پینیون‌ها دارای سطوح صاف باشند. این امر باعث می‌شود که بتوان آنها را بدون تغییر نامطلوب در پروفیلشان، راحت‌تر صیقل داد.
2. مجموعه چرخ‌دنده‌های مورد استفاده در ساعت‌ها و ساعت‌های مچی دارای چندین مرحله از چرخ‌ها و پینیون‌ها هستند که در آنها پینیون‌ها دارای برگه‌های کمی هستند. طراحی‌های گستران برای این برگه‌ها زیر برش قرار می‌گیرند و آنها را بسیار شکننده و ساخت آنها را دشوار می‌کند.

۳. یکی از جنبه‌های مهم طراحی چرخ‌دنده‌های ساعت و ساعت مچی به حداقل رساندن اصطکاک است. دندانه‌های چرخ‌دنده گستران اغلب با ۲ تا ۳ نقطه تماس به‌طور همزمان درگیر می‌شوند. چرخ‌دنده‌های چرخ‌زاد را می‌توان طوری ساخت که فقط ۱ تا ۲ نقطه تماس داشته باشند. از آنجایی که همیشه در این نقاط درگیری مقداری اصطکاک وجود دارد، پروفیل‌های چرخ‌زاد در زمان‌سنجی ترجیح داده می‌شوند. دندانه‌های چرخ‌دنده‌های زمان‌سنجی معمولاً روغن‌کاری نمی‌شوند (فقط محورهای آنها روغن‌کاری می‌شوند). گران‌روی روغن می‌تواند تأثیر منفی بر زمان‌سنجی داشته باشد. همچنین، از آنجایی که انتظار می‌رود این مکانیسم‌ها برای سال‌ها بین سرویس‌ها به‌طور مداوم کار کنند، روغن‌کاری می‌تواند با کثیفی و بقایای آلوده شود و به‌طور مؤثر به خمیر ساینده تبدیل شود. این می‌تواند به چرخ‌ها و پینیون‌ها تا حدی آسیب برساند که نیاز به تعویض داشته باشند. با این حال، حتی چرخ‌ها و پینیون‌های چرخ‌زاد خوب ساخته شده نیز به دلیل اصطکاک، کثیفی و مهاجرت روغن از یاتاقان‌های محوری و مکان‌های دیگر در معرض این سایش قرار می‌گیرند. این یکی از دلایلی است که سرویس منظم ساعت‌ها و ساعت‌های مچی برای دقت و طول عمر آنها ضروری است.
در ساعت‌سازی، قطر دایره مولد معمولاً به عنوان نصف قطر گام یکی از چرخ‌دنده‌ها انتخاب می‌شود. این منجر به یک کسر دندانه می‌شود که یک خط شعاعی مستقیم ساده است و بنابراین به راحتی با ابزار دستی شکل داده و صیقل داده می‌شود. اضافه دندانه‌ها برون‌چرخ‌زاد کامل نیستند، بلکه بخش‌هایی از دو برون‌چرخ‌زاد متفاوت هستند که در یک نقطه قطع می‌شوند و منجر به پروفیل دندانه‌ای به شکل «طاق گوتیک» می‌شوند.
محدودیت این شکل دندانه این است که درگیری فقط در دایره گام دقیق است، در نتیجه در جایی که احتمال لرزش وجود دارد، معمولاً پروفیل گستران ترجیح داده می‌شود. با این حال، در ساعت‌سازی، به ویژه قبل از استفاده از تولید انبوه، معمولاً یک جفت چرخ (یا یک چرخ به اضافه یک خار فانوس) برش داده می‌شد و سپس از یک ابزار عمق‌سنجی برای مشخص کردن موقعیت‌های محوری روی صفحات استفاده می‌شد: این فاصله محوری برای آن جفت چرخ خاص صحیح بود و نه برای هیچ جفت دیگری.

## اختراع
اختراع چرخ‌دنده‌های چرخ‌زاد مورد مناقشه است. افراد درگیر در این موضوع عبارتند از ژرار دزارگ، فیلیپ دو لا هیر، اوله رومر و شارل اتین لویی کاموس.

## رابطه با چرخ‌دنده‌های با پروفیل گستران
یک چرخ‌زاد (همان‌طور که برای شکل پهلوهای یک چرخ‌دنده چرخ‌زاد استفاده می‌شود) با غلتاندن یک «دایره غلتان» روی یک «دایره پایه» ساخته می‌شود. اگر قطر این دایره غلتان بی‌نهایت بزرگ انتخاب شود، یک «خط مستقیم» به دست می‌آید. چرخ‌زاد حاصل سپس منحنی گستران نامیده می‌شود و چرخ‌دنده چرخ‌دنده گستران نامیده می‌شود. از این نظر، چرخ‌دنده‌های گستران (اینولوت) تنها یک مورد خاص از چرخ‌دنده‌های چرخ‌زاد هستند.